# Lenca

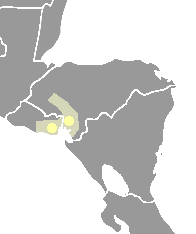
Territorio ipotetico in cui si parlava la lingua Lenca, tra Honduras e El Salvador

I Lenca sono una popolazione indigena centro-americana discendente dai Maya che occupava in epoca precolombiana larga parte dell'Honduras centrale e meridionale; oggi ristretta alla sua sezione sud-occidentale e all'adiacente territorio di El Salvador nord-orientale.  
Il loro idioma (lingua lenca), che presenta alcune affinità con la lingua xinca, rientra probabilmente nel gruppo linguistico Chibcha.